# Khanneshita
La khanneshita és un mineral de la classe dels carbonats que pertany al grup de la burbankita.

## Característiques
La khanneshita és un carbonat de fórmula química (Na,Ca)₃(Ba,Sr,Ce,Ca)₃(CO₃)₅. Cristal·litza en el sistema hexagonal en forma de cristalls hexagonals allargats, de fins a 1 cm, o en agregats radialment fibrosos o de gra fi. La seva duresa a l'escala de Mohs és de 3 a 4.
Segons la classificació de Nickel-Strunz, la khanneshita pertany a «05.AC: Carbonats sense anions addicionals, sense H₂O: carbonats alcalins i alcalinoterris» juntament amb els següents minerals: eitelita, nyerereïta, zemkorita, bütschliïta, fairchildita, shortita, burbankita, calcioburbankita i sanromanita.

## Formació i jaciments
La khanneshita va ser descoberta al dipòsit central Khanneshin, a Dishu (Província de Helmand, Afganistan); indret del qual n'agafa el nom. També ha estat descrita en diversos indrets de la península de Kola (Rússia).
Ha estat trobada associada als següents minerals: dolomita, calkinsita-(Ce), carbocernaïta, mckelveyita-(Y), barita, clorita (Complex Khanneshin); calcita, dawsonita i magnetita (massís Khibiny, península de Kola, Rússia).